# Hypocnemis peruviana

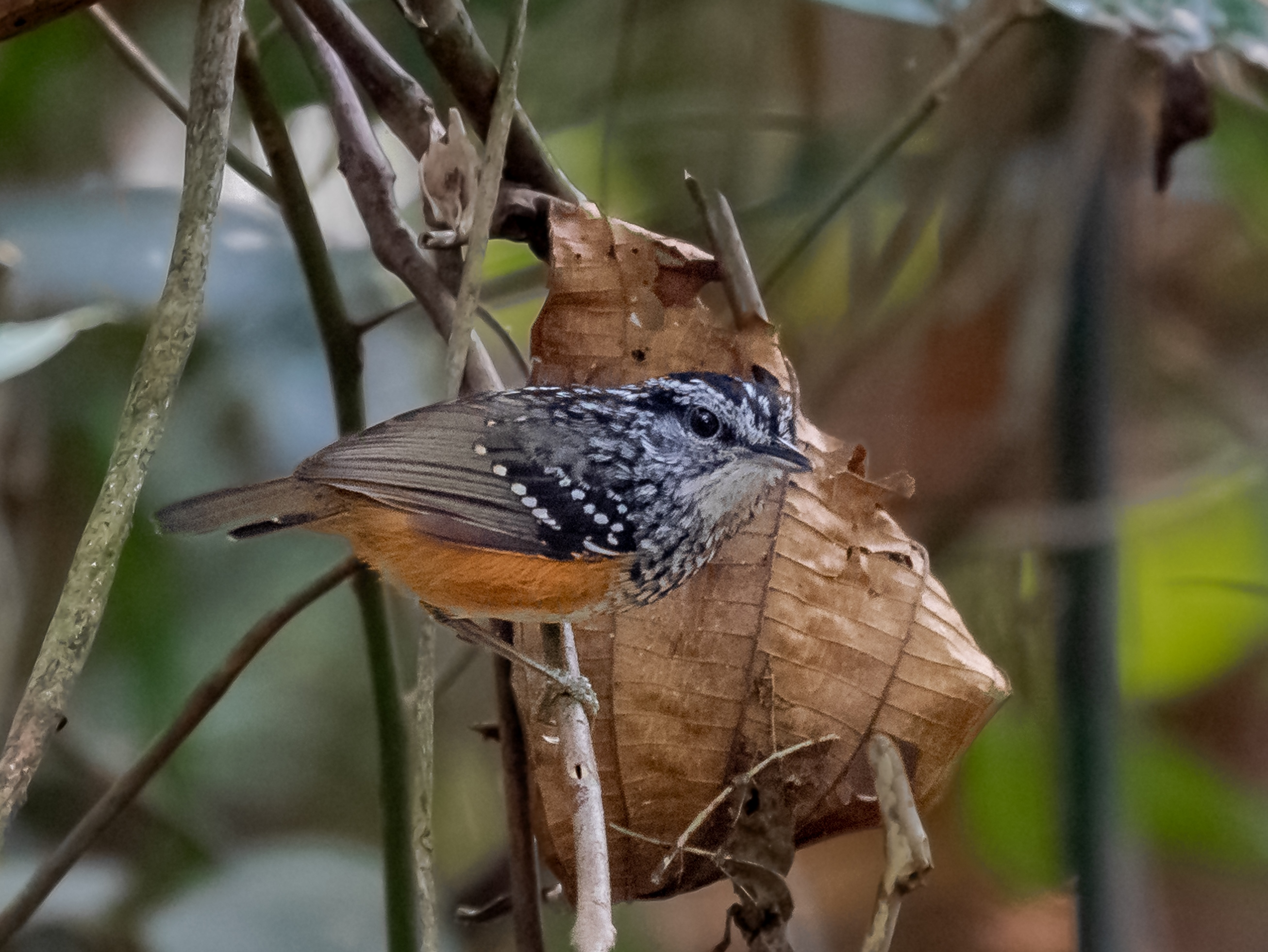

Hypocnemis peruviana là một loài chim trong họ Thamnophilidae.